# Otylia Szczukowska
Otylia Szczukowska (ur. 20 stycznia 1900 w Zalewie k. Wejherowa, zm. 24 września 1974 w Wejherowie) – kaszubska rzeźbiarka związana z Wejherowem, badaczka folkloru.
Z domu Schornak. Od 1947 roku współpracowała z prof. Bożeną Stelmachowską. Otrzymywała rentę specjalną dla osób szczególnie zasłużonych.